# Graphium gelon
Graphium gelon is een vlinder uit de familie van de pages (Papilionidae). De wetenschappelijke naam van de soort is voor het eerst geldig gepubliceerd in 1859 door Jean Baptiste Boisduval.